# Christopher Wandesford (1er vicomte Castlecomer)
Christopher Wandesford, 1er vicomte Castlecomer (19 août 1656 - 15 septembre 1707) est un homme politique anglo-irlandais et un pair. 

## Biographie
Il est le fils et l'héritier de Christopher Wandesford, 1er baronnet de Kirklington, Yorkshire et de son épouse Eleanor Lowther, fille de John Lowther (1er baronnet). Il fait ses études à l'Université de Cambridge. 
Il occupe le poste de député de Ripon entre 1679 et 1681. Il succède à son père comme baronnet en février 1687. Il est haut-shérif du Yorkshire en 1689 et 1690. En tant qu'opposant à Jacques II, le 7 mai 1689, il est chassé du Parlement d'Irlande et ses terres sont saisies. Cependant, à la suite de la défaite de l'armée jacobite en Irlande, il est richement récompensé par Guillaume III. Il est député de St Canice en Irlande entre 1692 et 1706, date à laquelle il est élevé à la pairie. Il devient membre du Conseil privé d'Irlande le 10 mai 1695. Il est élevé à la pairie lorsqu'il est créé le 15 mars 1706, vicomte Castlecomer et baron Wandesford dans la Pairie d'Irlande,. Il est mort en septembre de l'année suivante. 
Il épouse Elizabeth Montagu, la sœur de Charles Montagu (1er comte d'Halifax), et ils ont cinq enfants. Son fils aîné, également Christopher, lui succède.